# Lars Anders Tomter
Lars Anders Tomter (* 30. November 1959
in Hamar, Norwegen) ist ein norwegischer Bratschist und Preisträger internationaler Wettbewerbe.

## Biographie
Tomter studierte in Oslo bei Leif Joergensen, anschließend bei Max Rostal und Sándor Végh in Bern. International spielte er häufig mit Det Norske Kammerorkester, aber auch als Solist mit Orchestern von internationalem Rang. Er ist Leiter des Risor Kammermusikfest und häufiger Gast internationaler Kammermusik-Festivals wie dem Moritzburg Festival in Deutschland. Als Lehrer unterrichtet er an der Norwegischen Musikhochschule in Oslo, hatte aber auch Gastprofessuren in Berlin, Göteborg, Kopenhagen und auf internationalen Meisterkursen wie dem Verbier Festival. Zahlreiche CD-Einspielungen dokumentieren ihn als Solist und Kammermusiker. Tomter wurde 2010 mit dem St. Olavs-Orden ausgezeichnet. Er spielt ein Instrument von Gasparo da Salò von 1590.